# Xã Burke, Quận Mountrail, Bắc Dakota
Xã Burke (tiếng Anh: Burke Township) là một xã thuộc quận Mountrail, tiểu bang Bắc Dakota, Hoa Kỳ. Năm 2010, dân số của xã này là 39 người.